# Balongrejo (Berbek)
Balongrejo is een bestuurslaag in het regentschap Nganjuk van de provincie Oost-Java, Indonesië. Balongrejo telt 3600 inwoners (volkstelling 2010).